# Antena de Oro 1999
La XXVII Edició dels Premis Antena de Oro, entregats el 25 de febrer de 1999 encara que corresponents a 1998 foren els següents:

## Televisió
- Ana Blanco, por Telediario.
- Consuelo Berlanga per "Canciones para el recuerdo", de Canal Sur Televisión
- Ana Rosa Quintana per "Sabor a tí", d'Antena 3
- Rosa María Mateo Isasi.
- El informal.
- Las noticias del guiñol de Canal Plus.

## Ràdio
- Luis del Olmo.
- Carlos Herrera.
- José Antonio Sánchez, president de Radio España
- Daniel Gavela Abella.
- Julia Bustamante, directora de Bueno es saberlo, de la Cadena COPE

## Trajectòria professional
- Gustavo Pérez Puig
- Abilio Fernández
- Radio Nacional de España

## Altres
- Manuel Marlasca García, de Radio La Voz
- Juan José Nieto, conseller delegat d'Antena 3 Televisió
- José Marín Quesada, d'Informatius de TVE
- Fernando Díez Moreno, subdirector general d'Economia i Hisenda i president de l'Organisme Nacional de Loteries i Apostes de l'Estat (ONLAE)
- Angel Barutet, director de comunicació d'El Corte Inglés